# Sasha (musicien)
Pour les articles homonymes, voir Sasha.
Sasha, de son vrai nom Alexander Paul Coe (né le 4 septembre 1969 à Bangor, au Pays de Galles), est un disc jockey et producteur de musique britannique. Élu meilleur DJ mondial en 2000 par le DJ Mag, il a notamment travaillé avec John Digweed.

## Biographie

### Enfance
Sasha naît à Bangor, au Pays de Galles, le 4 septembre 1969. Ses premiers goûts musicaux se portent principalement sur la musique pop du Top 40, comme The The et The Police. Après ce qu'il décrit comme une « enfance idyllique », Sasha réussit l'examen d'entrée au Hatfield College à l'âge de 17 ans. Au lieu de poursuivre sa scolarité, Sasha déménage à Bangor pour vivre avec son père et sa belle-mère[12]. La belle-mère de Sasha l'oblige à prendre des leçons de piano qui, bien qu'il ne les aime pas à l'époque, s'avèrent finalement bénéfiques pour sa carrière musicale.

### Carrière
Au cours de la seconde moitié de 2002, Sasha collabore avec l'artiste big beat Junkie XL sur le single Breezer. Junkie XL, ainsi que Charlie May, ont également assisté Sasha sur son deuxième album de matériel original, Airdrawndagger. La production d'Airdrawndagger prend plusieurs années, car Sasha souhaitait que l'album soit « aussi proche de la perfection que possible ». En mars, Sasha a un tympan perforé dans un accident de la route, ce qui repousse encore la production de l'album. Bien que l'accident ait temporairement altéré son ouïe, il s'inspire de cette épreuve pour la réalisation de l'album. Airdrawndagger sort finalement en août 2002, en grande pompe. Cependant, l'album est « reçu avec beaucoup d'incompréhension », selon Sasha, ce qu'il attribue à son mélange inattendu de genres. L'album ne présente pas le « son club » plus lourd des précédents albums de Sasha et ressemble davantage à de la musique ambiante. Airdrawndagger reçoit généralement reçu des critiques favorables, bien que les critiques aient noté qu'il n'était pas aussi cohérent et bien produit que ses mixes pour DJ. Sasha lui-même le décrit comme « un disque égoïste, légèrement complaisant », bien qu'il maintienne qu'il en est « heureux à ce jour ». Certains critiques le qualifient cependant de « somnolent » ; E!Online le décrit comme « plus proche de Yanni que de Moby ». Pour encourager l'intérêt des auditeurs, Sasha a organisé un concours de remix amateur pour le single de l'album, Wavy Gravy. En raison du succès du concours, Sasha sort tous les titres d'Airdrawndagger.
En 2004, Sasha signe avec Global Underground pour produire un autre album de mix. Cependant, il trouve le processus de création d'un album de mix standard peu gratifiant et décide d'appliquer ses compétences de producteur et de DJ à une compilation de mixage qui ressemblerait à un « vrai » album, c'est-à-dire un album contenant des morceaux originaux. L'album studio suivant de Sasha, Involver, est « une fusion d'album de mixage et d'album de production », entièrement composé de reprises par Sasha de morceaux d'autres artistes. Pour ce faire, il séquence l'album à l'aide d'Ableton Live et de Logic Pro. Ableton Live est un logiciel basé sur des boucles musicales que Sasha utilise pour concevoir des morceaux en temps réel, tandis qu'il utilise Logic Pro principalement pour effectuer des modifications préméditées sur les pistes audio.
Sasha et Digweed se réunissent à nouveau ces dernières années. Le duo emblématique Sasha and John Digweed donne un concert Back to Back au Ministry of Sound à Londres le 24 mars 2016. Peu après, le duo a annoncé une liste de dates de tournée pour septembre 2016 afin de se relancer dans une série de concerts et de représentations Back to Back

## Discographie

### Albums studio
- 2002 : Airdrawndagger (BMG)

### Remixes et compilations
- 1994 : Renaissance - The Mix Collection (avec John Digweed) (Renaissance Records)
- 1996 : Northern Exposure (avec John Digwedd) (Ministry of Sound, Ultra Records)
- 1997 : Northern Exposure 2 (avec John Digwedd) (Ministry of Sound, Ultra Records)
- 1998 : Global Underground 009 : San Francisco (Boxed)
- 1999 : Northern Exposure: Expeditions (avec John Digwedd (INCredible, Ultra Records)
- 1999 : Global Underground 013 : Ibiza (Boxed)
- 2000 : Communicate (avec John Digweed) (INCredible, Kinetic Records)
- 2004 : Involver (Global Underground Ltd.)
- 2005 : Fundacion NYC (Global Underground Ltd.)
- 2006 : Avalon Los Angeles CA 24/06/06 (Instant Live)
- 2008 : The emFire Collection: Mixed, Unmixed & Remixed (emFire, Ultra Records, Style Records)
- 2008 : Invol2ver NYC (Global Underground Ltd.)

### DVD
- 2006 : Sasha and John Digweed present Delta Heavy (avec John Digweed) (System Recordings)

## Récompenses
A la Winter Music Conference, il remporte les prix "Best Techno/Trance 12" pour son titre Xpander EP en 1999, « meilleure compilation » pour Global Underground: Ibiza en 1999 et 2000 et pour Involver en 2004. Aux Ericsson Muzik Awards de 1999, il reçoit un prix pour sa « contribution exceptionnelle à la dance ».
Il est élu meilleur DJ par DJ Mag en 2000.